# Andrew Yeom Soo-jung
Andrew Yeom Soo-jung (ur. 5 grudnia 1943 w Ansong) – koreański duchowny katolicki, arcybiskup Seulu w latach 2012–2021, kardynał.

## Życiorys
Święcenia kapłańskie przyjął 8 grudnia 1973 z rąk kard. Stephena Kim Sou-hwana. Inkardynowany do archidiecezji seulskiej, rozpoczął pracę jako wikariusz w dwóch parafiach miasta, a w 1973 został wykładowcą miejscowego niższego seminarium. W latach 1977–1987 pełnił funkcję proboszcza w kilku parafiach archidiecezji, po czym został mianowany prokuratorem wyższego seminarium w Seulu. W 1992 został kanclerzem kurii, zaś sześć lat później otrzymał nominację na proboszcza w Mok-dong.

### Episkopat
1 grudnia 2001 został mianowany biskupem pomocniczym archidiecezji seulskiej oraz biskupem tytularnym Thibiuca. Sakry biskupiej udzielił mu 25 stycznia 2002 kard. Nicholas Cheong Jin-suk.
10 maja 2012 został mianowany przez Benedykta XVI ordynariuszem archidiecezji Seul. Ingres odbył się 25 czerwca 2012. 28 października 2021 papież przyjął jego rezygnację z pełnionego urzędu, złożoną ze względu na wiek.
Papież Franciszek mianował go kardynałem na konsystorzu w dniu 22 lutego 2014.
5 grudnia 2023 roku ukończył 80 lat, tracąc prawo do udziału w konklawe.